# Armée de libération nationale (Algérie)
Pour les articles homonymes, voir ALN et Armée de libération nationale.
 (juin 2011).
Si vous disposez d'ouvrages ou d'articles de référence ou si vous connaissez des sites web de qualité traitant du thème abordé ici, merci de compléter l'article en donnant les références utiles à sa vérifiabilité et en les liant à la section « Notes et références ».
L’Armée de libération nationale (ALN) a été créée par le CRUA en 1954 et constitua le bras armé du Front de libération nationale (FLN) en guerre de 1954 à 1962 contre la présence française en Algérie.
À partir de novembre 1954, la lutte fut menée aussi bien au niveau des grandes villes algériennes que dans les endroits les plus reculés de l'intérieur du pays (notamment les maquis). Elle passe d'une armée de partisans de 3 000 hommes mal armés et mal préparés mais déterminés à une armée classique au fur et à mesure que la guerre se prolonge. Le Congrès de la Soummam, tenu au mois d'août 1956, rationalise les structures du mouvement insurrectionnel et lui donne un programme.
L'organisation se dota d'un État-Major Général (EMG) ainsi que d'une organisation militaire par laquelle les zones de combat furent divisées en 6 wilayas ou régions militaires, à la tête de chaque région était nommé un chef qui était subordonné sur une échelle hiérarchique au Chef d'état-major.

## Dix commandements de l'ALN
Les « dix commandements » de l'ALN sont :
1. Poursuivre la lutte de libération jusqu'à l'indépendance totale ;
2. Poursuivre la destruction des forces de l'ennemi et la récupération au maximum du matériel (variante : poursuivre la destruction des forces colonialistes et augmenter au maximum la récupération du matériel) ;
3. Développer le potentiel matériel, moral et technique des unités de l'ALN (variante : des unités de l'armée) ;
4. Rechercher au maximum le mouvement, la dispersion avec regroupement et l'offensive (variante : rechercher au maximum les mouvements de dispersion avec regroupement de l'offensive) ;
5. Renforcer la liaison entre les postes de commandement (P.C.) et les différentes unités ;
6. Développer le réseau de renseignements au sein de l'ennemi et au sein de la population ;
7. Développer le réseau d'influence du FLN. auprès du peuple afin d'en faire, un appui sûr et constant (variante : absence de mention de « auprès du peuple » et interversion des points 6 et 7) ;
8. Renforcer la discipline dans les rangs de l'ALN (variante : dans le sens de l'Armée) ;
9. Développer l'esprit de fraternité, de sacrifice et d'équipe parmi nos combattants ;
10. Se conformer aux principes de l'Islam et aux lois internationales dans la destruction des forces ennemies.

## Hommes

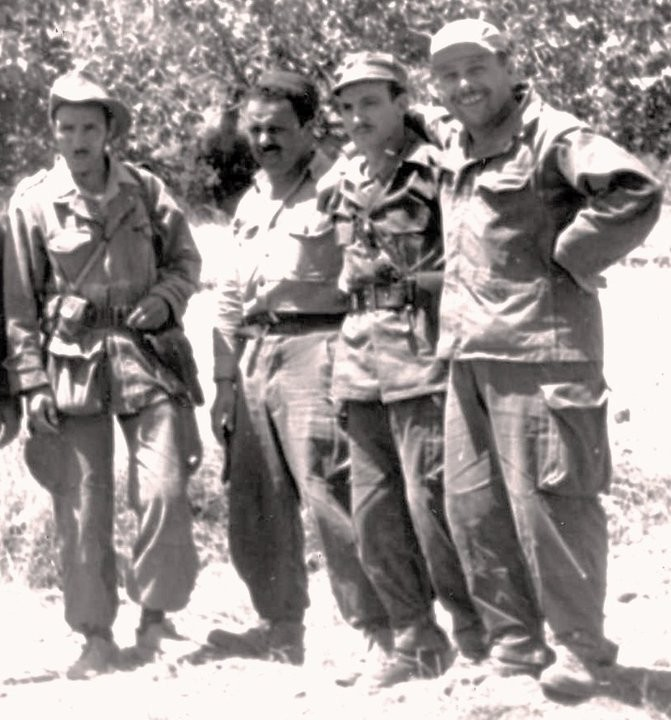
Chefs des wilayas, de gauche à droite : Zighoud Youcef, Rouibah Hocine, Larbi Ben M'hidi et Amar Ouamrane (date inconnue).

Les combattants ne sont plus les guerriers des tribus, chargés de la défense d'une petite « patrie », comme au moment de la conquête de l'Algérie. Ce sont souvent des professionnels, dont la formation a été acquise de manière très diverse. Certains sont issus de l'armée française (notamment des unités de tirailleurs). C'est en particulier le cas de certains « chefs historiques », comme Hocine Aït Ahmed, Ahmed Ben Bella, Krim Belkacem ou Mohamed Boudiaf. D'autres, ont été formés dans des camps d'entraînement du monde arabe, en Égypte ou en Libye. Ainsi, il a été établi qu'environ 700 stagiaires ont été formés en Égypte en 1957 (servants de DCA, sapeurs, pilotes de DC3 et peut-être de MiG). Avec le concours d'Égyptiens, de Syriens, d'Irakiens, voire d'Européens, le FLN a pu organiser au Maroc et en Tunisie ses propres centres d'instruction. Ainsi Ahmed Bencherif, ancien officier de l'armée française formé au sein de l'École nationale des sous-officiers d'active à Saint-Maixent, se rend en Tunisie où, entre 1958 et 1959, il commande l'école d'officiers de l'armée de libération nationale.
Après le déclenchement du conflit, certains cadres désertent l'armée française pour les maquis mais surtout pour l'armée des frontières. Ils proviennent des garnisons de France ou d'Allemagne de l'Ouest.
Il faut également insister sur le rôle tenu, à l'intérieur même du mouvement nationaliste par l'OS qui aurait compté environ 2 000 hommes. Elle avait, par ailleurs, élaboré un programme d'entraînement militaire comprenant douze leçons (dont cinquante copies furent imprimées et distribuées exclusivement aux chefs). Celles-ci étaient principalement axées sur les aspects théoriques et pratiques de la guérilla, notamment l'usage des explosifs et des armes, la tactique de combat, l'art de l'embuscade et des incursions. L'organisation avait ainsi réussi à jeter les bases et à esquisser les conceptions d'une institution qui constituera le cadre militaire pour la lutte de libération.

### Profil du combattant algérien
Il est décrit ainsi par le général Maurice Challe : « Un homme très endurant et frugal, capable de se déplacer à une allure considérable quand il connaissait la région où il combattait. Sa vitesse dans ses djebels était deux à trois fois supérieure à celle de meilleurs éléments de l'armée française. Hors de son terrain de chasse, il était encore l'égal de meilleures troupes françaises. Chez lui, dans sa zone de parcours, il était renseigné sur les déplacements de l'ennemi beaucoup plus vite. Il refusait systématiquement le combat, car ses buts étaient avant tout de peser sur la population et de durer et pour les deux raisons précédentes, vitesse plus grande et renseignement plus rapide, il était difficile de le forcer à combattre »[source insuffisante].
Il doit se rendre insaisissable par une mobilité constante, facteur essentiel de la capacité militaire de ces hommes, et par une dispersion aussi grande que possible, le regroupement ne devant s'opérer qu'avant une attaque.
Tous les effectifs ne sont pas permanents. Parallèlement aux formations qui tiennent le maquis, il existe une deuxième catégorie de combattants, les « moussebiline ». Ce sont de petits groupes chargés du sabotage, ou du soutien logistique et qui continuent à vivre dans leurs villages. À partir des années 1958-1959, ils seront obligés, face à la stratégie française du regroupement des populations qui rend leur clandestinité impossible, de rejoindre les rangs de l'ALN. Ils auront été fort utiles pour contribuer à l'enracinement durable de l'appareil politique du mouvement nationaliste.
Au combattant en groupe s'ajoute le militant isolé, infiltré au cœur de la société coloniale et pratiquant le meurtre contre des individus désarmés.
À ces combattants de première ligne, viennent s'ajouter tous les militants qui, d'une manière ou d'une autre, constituent le soutien des maquis ou des réseaux urbains.
« Les uns et les autres ne sauraient subsister sans la participation d'innombrables collecteurs de fonds, d'organisateurs de caches de vivres, d'armes et de munitions, mais aussi d'informateurs ou de guetteurs, chargés de déceler les mouvements en cours ou probables, dont la désignation de « choufs » remonte à la vieille armée d'Afrique »[réf. nécessaire]
Cet adversaire est donc multiple dans ses aspects. Noyé au milieu de la population, il prend l'apparence du fellah inoffensif dans le bled ou du commerçant affable dans la ville. Il est très difficile à reconnaître. C'est une œuvre de patience, de très longue haleine. Soumises aux coutumes musulmanes, les femmes sont peu nombreuses, de l'ordre de 3 %, et utilisées surtout dans des emplois sanitaires. Certaines, employées dans les opérations terroristes, sont des étudiantes.

## Organisation structurelle
Fondée sur le système de groupe (faoudj) composé de 3 à 4 combattants (appelés djounoud) - les plus grands groupes pouvant cependant atteindre 15 à 20 combattants - durant les deux premières années, l'organisation militaire aborde, avec la tenue du congrès de la Soummam, une autre phase de développement avec la création de grades militaires et l'apparition de nouvelles unités opérationnelles comme les compagnies, les bataillons et les commandos. Après 1956, l'organisation se présente ainsi :
- Le demi-groupe se compose de 5 combattants ;
- Le faoudj (groupe) de 11 éléments dont un sergent et deux caporaux ;
- La ferka (section) se compose de trois groupes et de deux cadres : 35 éléments ;
- La katiba (compagnie) de trois sections et cinq cadres : 110 hommes ;
- Le failek (bataillon) comporte trois compagnies plus vingt cadres : 350 éléments. Cette dernière n'a été constituée que vers la fin des années 1960 aux frontières.

## Grades
- Sagh Thani (Colonel)[4] ;
- Sagh Aouel (ou Ra-id, commandant) ;
- Dhabit Thani (ou Naquib, capitaine) ;
- Dhabit Aouel (Moulazim Aouel, lieutenant) ;
- Moulazim Thani (Moulazim, sous-lieutenant) ;
- Moulazim Aouel (aspirant) ; Mousasaïd (adjudant-chef) ;
- Arif Aouel (Rakib, sergent-chef) ;
- Djoundi Aouel (caporal).

### Grades spécifiques
- 1er djoundi : porte au bras droit un V à l'envers, de couleur rouge ;
- 1er caporal : trois V à l'envers ; Lieutenant : étoile blanche ;
- 2e lieutenant : étoile rouge ;
- 1er officier : étoile rouge et étoile blanche ;
- 2e officier : deux étoiles rouges ;
- 1er commandant : deux étoiles rouges et une blanche ;
- 2e Commandant : trois étoiles rouges.

Les grades prévus sont respectés pour chaque fonction mais leur port ne se fera qu'en Wilaya III. Quant aux décorations, bien que prévues, elles n'ont jamais été distribuées et les seules distinctions sont les citations à l'ordre de l'Armée, prononcées en général à titre posthume, attribuant aux héros morts au combat le « Wissem el Mouqawama » (Médaille de la Résistance) ou le « Hilal el Djihad » (Croissant de Guerre) comme ce fut le cas pour Amirouche, colonel de la wilaya III. Les vivants, eux, ne recevront, en général, qu'une lettre du GPRA ou d'une institution de la Révolution, pour les honorer à l'occasion d'un fait notable qu'ils auront accompli.

## Organisation territoriale
Les « zones » sont érigées en wilayas. Le territoire national est divisé en six wilayas. La ville d'Alger et sa banlieue est érigée en Zone autonome d'Alger (ZAA) et devient le siège (jusqu'en 1957) de la direction du FLN.

## Commandement
Les branches militaires et politiques ont été unifiées sous un seul commandement. En vertu du principe de la collégialité, principe cardinal de direction, si le chef de wilaya représente l'autorité du FLN à l'échelle de la wilaya, il ne peut ni nommer, ni rétrograder ses adjoints. Il ne peut que formuler des propositions, la décision relève de la direction politique du FLN.
- La Wilaya (organe supérieur de l'ALN) : elle est divisée en manatiq (zones), chaque mintaqa est divisée en aksam (pluriel de « kism » ou secteur). La wilaya est placée sous l'autorité d'un Conseil (de wilaya).
- Le Conseil (de wilaya) : le conseil de wilaya comprend un colonel et trois commandants (militaire ; politique ; renseignements et communications).
- Le conseil de région ou rnintaqa (un capitaine et trois lieutenants).
- Le conseil de kism ou secteur (un adjudant et trois sergent-chefs).

## Organigramme de l'ALN

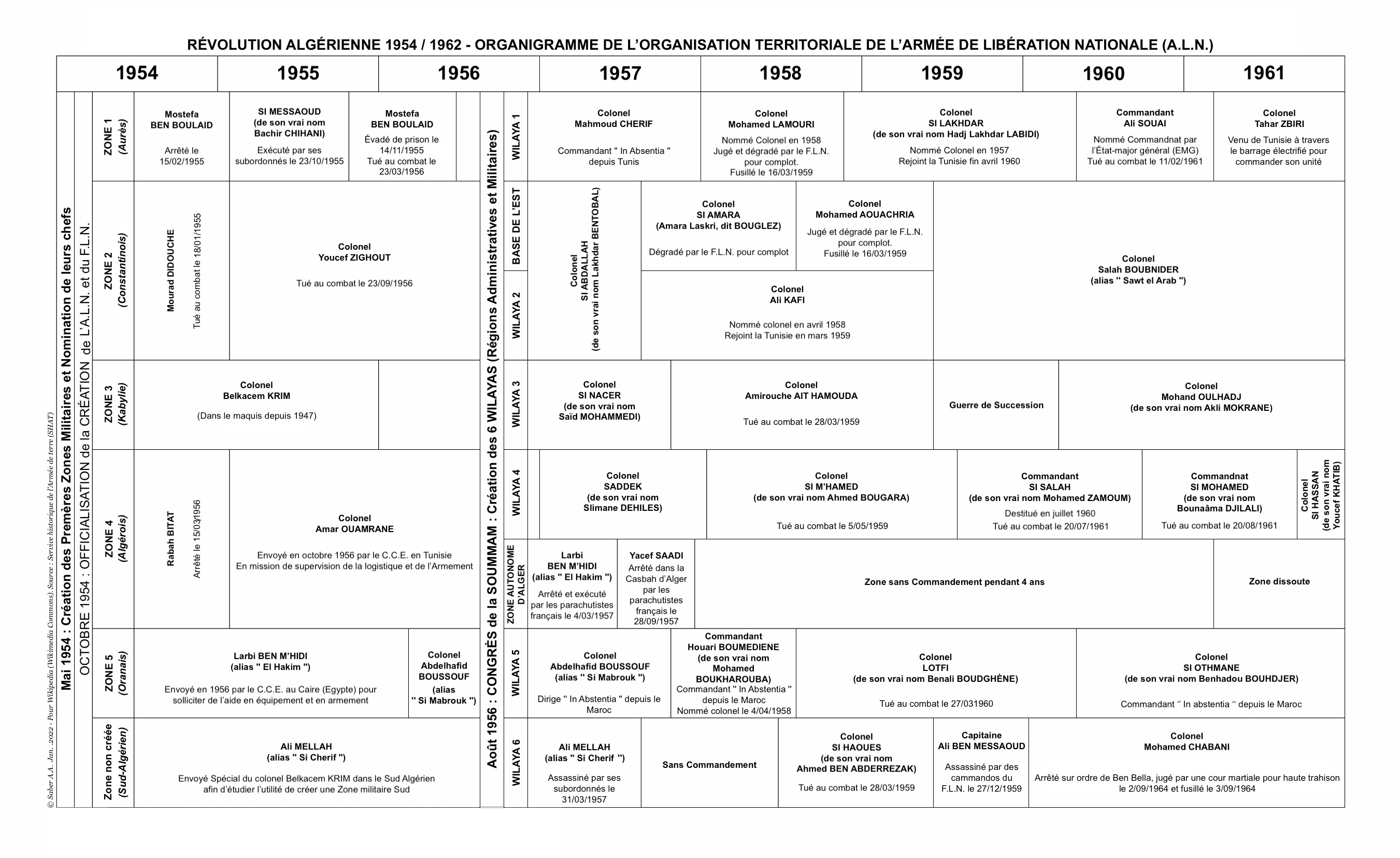
Organigramme de l'ALN

## Organisation administrative
À partir du Congrès de la Soummam, l'ALN a renforcé sa base logistique et administrative en intégrant les spécialités suivantes : services de la Santé, des Équipements (approvisionnement en armes, en vivres et en vêtements), Renseignements, Communications, finances, Matériel de guerre, Propagande, Justice et Enseignement, Coopération, État civil et Conseils populaires.

### Période de transition 19 mars 1962 - Indépendance
De Tunis, des éléments militaires de l'ALN sont envoyés en Algérie, en particulier des Officiers :
- émissaire envoyé dans la Force Locale ;
- participation aux commissions de l'application du cessez-le-feu.

## Effectifs
Les historiens ont toujours buté sur la difficulté d'avancer un chiffre qui corresponde à la réalité. Pour des raisons de propagande mais aussi à cause du double mouvement du reflux à la suite des « pertes nombreuses » et de flux du fait du « recrutement incessant », il serait aléatoire de donner un chiffre précis.
Les estimations approximatives établies par des sources algériennes, notamment Mohamed Téguia, indiquent que l'ALN s'est engagée dans la lutte armée le 1er novembre 1954 avec un millier d'hommes et qu'elle avait atteint son apogée en 1958 avec un maximum de 90 000 hommes (de 60 à 70 000 à l'intérieur et de 15 à 20 000 sur l'ensemble des frontières au-delà des barrages) avant de subir de sérieux revers lors des opérations meurtrières du Plan Challe durant les années 1959-1961 et de connaître une régression pouvant aller jusqu'à 50 % des effectifs, soit quelque 30 à 35 000 hommes à la fin de la guerre.
D'après les sources françaises : Henri Jacquin, indique qu'à la fin de 1956, l'ALN compte près de 20 000 combattants réguliers, tous dotés d'armes de guerre, et 25 000 auxiliaires pourvus d'armes de complément. Pierre Clostermann devant l'Assemblée nationale : « En décembre 1955, l'effectif total des bandes armées ne dépassait pas 5 000 hommes et les civils apportant leur soutien ne dépassaient pas un dixième de la population. En mai 1958, le FLN aligne 40 000 combattants de première ligne qui disposent de l'aide de presque toute la population ».
Selon le général Maurice Faivre, il y avait trois à quatre fois plus de musulmans en armes du côté français que du côté de l'armée de libération. Face aux 210 000 combattants musulmans de l'Armée française (réguliers et supplétifs), l'ALN n'a jamais dépassé 50 000 hommes armés, dont 32 000 en Tunisie et au Maroc ; à l'intérieur. Or ce chiffre n'inclut pas le nombre de pertes du côté des indépendantistes durant le conflit et qui est estimé à plus de 140 000 tués, ni les membres de l'Organisation politico-administrative  (O.P.A.). Il reste en janvier 1962 3 400 réguliers et 12 000 auxiliaires, disposant de 6 000 armes de guerre et de 5 000 fusils de chasse. Selon le ministère algérien des Anciens combattants, 132 290 Algériens ont servi dans l'ALN, dont 71 392 ont été tués.

## Armements
Les armes utilisées durant les premiers mois de l'insurrection n'étaient que des armes de chasse et des poignards et quelques-unes de ces armes dataient de la Deuxième Guerre mondiale, voire de la Première. L'armement a commencé à se développer et à se diversifier au fur et à mesure de l'évolution du combat. Ainsi les responsables de l'ALN ont pu obtenir des armes plus performantes en les récupérant d'abord auprès de l'ennemi, en organisant des embuscades ainsi qu'en les faisant acheminer clandestinement à travers les frontières : mitrailleuses, mortiers, bazooka, pistolets mitrailleurs, fusils semi-automatiques, fusil militaire simple à recul et une variété de grenades, d'explosifs et de mines.
D'un autre côté, le FLN a pu avoir des armes des autorités françaises, comme lors de l'Opération Oiseau bleu, où les services secrets français SEDCE voulaient créer des contre maquis en Kabylie à Azazga et où les hommes de Krim Belkacem, Said Mehlal et Ahmed Zaidet, jouant double jeu, ont pu tromper l'ennemi et récupérer 300 armes modernes que les moudjahidines n'avaient pas.

### Artillerie
Les dirigeants du FLN ont voulu constituer une artillerie, dès qu'ils se sont rendu compte, comme avant eux ceux du Việt Minh, de sa nécessité dans une véritable armée. La possibilité de posséder des bases importantes en Tunisie et au Maroc, puis le besoin exprimé par leurs conseillers chinois d'utiliser l'artillerie contre les barrages français des frontières s'ils voulaient passer en force se sont traduits par la création de bataillons lourds utilisant des pièces d'artillerie.
En fait, pour créer des unités de l'artillerie, il fallait :
- des bases à l'abri d'attaques de l'armée et de l'aviation françaises,
- du matériel : canons et munitions,
- du personnel entraîné.

Les bases étaient celles du Maroc et de la Tunisie. Le matériel payé par les ressources variées du GPRA a été fourni par les Pays de l'Est en passant par la Bulgarie et l'Égypte de Nasser. Le personnel a été entraîné par des instructeurs prêtés par les pays fournisseurs de matériels.
Après un démarrage lent à partir de 1957, cette artillerie a été de plus en plus active contre les barrages, en particulier contre le barrage Est, car le matériel arrivait sans risque par la route à travers la Libye et la Tunisie. Il était installé au-delà des frontières et tirait par-dessus celles-ci, donc sans crainte de représailles. Excepté l'affaire de Sakiet, des incursions contre les bases du FLN furent envisagées en 1957, mais le ministre Chaban-Delmas les fit annuler avant exécution au début de 1958. Toutefois, il est arrivé que des obus français tombent sur des positions de tir en activité du FLN, sans que les autorités tunisiennes ne réagissent.
- À partir de 1957 des mortiers moyens harcèlent les installations sur la frontière et des mitrailleuses antiaériennes attaquent les aéronefs français, aboutissant à la riposte de Sakiet le 7 février 1958. Ces attaques continuent fin 1958, bien que les Tunisiens aient alors bloqué des armes destinées au FLN dont 30 mortiers.
- En novembre 1959, aucune arme ne dépasse le mortier de 82 mm. Lors de l'attaque du poste d'Ain Zana, il aurait été utilisé 12 canons de 37 SR et une vingtaine de mortiers de 81 et de 82 d'après le FLN, mais le Commandement français conteste l'étendue les dégâts. Il existe également en Tunisie 5 à 8 canons de 57 SR.
- En 1960, les responsables français connaissent dans le détail les armements et les aides fournis au GPRA et au FLN. Au début de 1960, le commandement FLN décide que chaque bataillon d'infanterie créé en Tunisie et au Maroc doit posséder deux mortiers de 81 et deux de 60.
- Au milieu de 1960, revenant sur son appui antérieur, (lettre du futur Hassan II en octobre 1956), le gouvernement marocain interdit au FLN d'utiliser sur son territoire des mortiers d'un calibre supérieur au 82 mm. Une compagnie lourde est équipée de 122 tractés (armement d'origine soviétique). La décision est prise de harceler les postes français avec ces armes, à la suite d'une expérimentation conduite en Chine.
- En janvier 1961, il existe en Tunisie une compagnie de mortiers lourds. Le harcèlement des postes du barrage s'intensifie.
- En février 1962, sont repérés en Tunisie 2 batteries de mortiers de 120, et au Maroc, 4 mortiers de 81, plus une section d'armes antichars.
- Du 6 au 14 mars 1962, 6 000 obus sont tirés par des mortiers de 120, des canons de 122 et des tubes antichars sur les postes de Gouared et de Bordj Mraou, d'autres sources indiquent les canons de 122 avec des canons antichars D-44 de 85 mm…
- En avril 1962, les forces du FLN en Tunisie et au Maroc alignent huit 105 SR, cent vingt 75 SR, huit à douze obusiers de 122 et huit à douze canons antichars D-44 de 85 mm, sans oublier de l'artillerie légère antiaérienne : quarante canons de 35, six canons de 76 et vingt tubes de 20.

En résumé, l'artillerie du FLN harcèle les éléments des barrages, principalement le long de la frontière tunisienne depuis 1959 et prend une importance significative à la fin de 1961.
Les difficultés de franchissements des barrages et l'observation aérienne ne permettent pas au FLN d'introduire de l'artillerie à l'intérieur des départements français, en revanche, des mitrailleuses antiaériennes sont employées avec efficacité contre les aéronefs.

### Transport
Les matériels sont acheminés en Tunisie :
- par voie maritime : cargos au départ de Gênes et Trieste vers Tripoli et Tunis ;
- par voie routière : 20 à 25 poids lourds (320 tonnes) font la navette entre l'Égypte et la Libye ;
- exceptionnellement, pour les matériels radio, par voie aérienne vers Tunis.

À l’intérieur de la Tunisie, les transports sont assurés par voie routière, puis par mulets vers les unités de l'avant. L'ALN disposait en février 1961 de 100 véhicules dont 50 camions, souvent renforcés par des camions tunisiens, militaires et civils. En février 1962, le parc automobile s'élève à 400 véhicules dont 200 camions.
Le tonnage de munitions transporte s'est élevé 120 tonnes pour l'opération Didouche, à 400 tonnes pour le plan Boumediene.

### Ateliers d'armement de l'ALN au Maroc
C'est en partie grâce aux réseaux militants trotskistes que les ateliers de fabrication d'armes ont vu le jour au Maroc. Ces militants sont étrangers, une vingtaine pas plus : ouvriers spécialisés pour la plupart, ils sont venus de France, de Grande-Bretagne, de Grèce, des Pays-Bas, d'Allemagne ou d'Argentine qui ont fait le même choix de rejoindre les « frères » algériens de l'armée des frontières stationnée au Maroc. Au total, étrangers ou Algériens, ils sont deux cent cinquante à trois cents hommes qui travaillent au Maroc enfermés volontaires dans des fermes-usines clandestines, jusqu'à l'indépendance de l'Algérie, en juillet 1962. Selon le témoignage d'un moudjahid latino-américain Roberto Muniz, cinq ateliers furent implantés successivement à Bouznika, à Témara (près de Rabat), à Souk-El-Arba, Skhirat et Mohammédia. D'un atelier à l'autre, selon les époques, les conditions de vie étaient plus ou moins dures. Parfois, c'est l'horreur.
Ainsi, à Témara, « pour des raisons de sécurité », les ouvriers de l'ALN ne voient « jamais le soleil » : enfermés vingt-quatre heures sur vingt-quatre derrière les murs aveugles de l'atelier, ils n'ont l'autorisation de sortir qu'à la nuit tombée, pour prendre l'air sur la terrasse. Il est prioritaire qu'aucun de ces ateliers ne soit repéré par l'ennemi - c'est-à-dire par l'armée française. La police marocaine, elle, ferme les yeux. « Des camarades ont dû vivre ainsi parfois durant un an. Certains ont gardé jusqu'à aujourd'hui des séquelles sur le plan psychologique », soulignait en 2001 un militant argentin. À l'atelier de Skhirat, où travaillent les ajusteurs, l'équipement sanitaire est inexistant. Les baraques-dortoirs font office de salles de bains et il faut « beaucoup d'ingéniosité » pour se laver. Plus tard, des douches sont installées et, comble du luxe, on aménage un réfectoire : « Auparavant, nous mangions dans un garage, à tour de rôle, compte tenu de l'exiguïté des lieux », précise Roberto Muniz. La qualité de la production n'est pas des plus performantes, mais le FLN fabrique ses propres armes pour l'ALN : le symbole est là. Sur une des photos noir et blanc rapportées du Maroc par un français militant trotskiste, on voit Pablo, assis dans la cour de l'usine, entouré de moustachus en uniforme, dont l'un, debout, fait un discours « à l'occasion de la sortie du 5 000e pistolet-mitrailleur », De son côté, Roberto Muniz évoque une visite du colonel Houari Boumédiène, alors chef de l'état-major général (EMG) - nouvelle instance créée en décembre 1959 pour chapeauter l'ALN -, à qui les ouvriers offrent une mitraillette toute neuve, sortie de l'atelier, « en souvenir de nos efforts pour l'obtention de l'indépendance ». C'est au domaine de Bouznika, signale Roberto Muniz, que 10 000 mitraillettes « made in ALN » seront essayées, une à une, à l'intérieur d'un gigantesque tunnel sous la terre, avant d'être envoyée « au champ de bataille », c'est-à-dire, en principe, aux maquis.
Le chef de l'armée algérienne et les trotskistes ne sont pas les seuls à visiter les ateliers. Le vrai patron, celui qui vient régulièrement vérifier l'état de ses « troupes » ouvrières, c'est Abdelhafid Boussouf, que les hommes de l'ALN et les militants trotskistes désignent par son nom de guerre, colonel « Si Mabrouk ».
Ces ateliers sont implantés à :
- Tétouan, en 1958. Fabrication de grenades.
- Souk el Arba en 1958. Fabrication de bombes, grenades, torpille Bangalore.
- Bouznika en 1959. Fabrication de bombes, grenades et armes blanches.
- Shkiret en 1960. Fabrication de mortiers de 45 et d'explosifs.
- Timmara en 1960. Fabrication de PM Mat 49 et armes blanches.
- Mohammédia en 1960. Fabrication de mortiers de 45, 60 et 80.

Un autre atelier de réparation des armes et de fabrication de cartouches est installé au djebel Djelloul près de Tunis. I'ALN dispose également d'ateliers de confection de tenues et de chaussures, et de boulangeries.

## Armée des frontières
L'installation de l'ALN à l'extérieur du pays est due initialement aux besoins d'approvisionner les maquis de l'intérieur. Des unités plus ou moins autonomes, rattachées ou non aux wilayas d'origine se constituent le long des frontières et constituent des sortes de bases arrière qui acheminent vers l'intérieur près de 15 000 armes de guerre de 1956 à 1957.
Le besoin en armes et la conduite de la guerre vont être à la source de la naissance des Bases de l'Est et de l'Ouest (1955-1956). Fortes de 150  à   200 hommes à la fin de 1955, elles comptent 1 200 hommes en juillet 1956 dont 80 % sont implantées au Maroc et en Tunisie. L'accord de la Tunisie et de la France du 20 mars 1956 va limiter, pour un temps, les activités d'acheminement des armes vers les maquis. Les effectifs de la Base de l'Est vont doubler avec l'afflux des réfugiés : 1 600 éléments organisés déjà en 3 ou 4 bataillons disposant d'une trentaine de fusils mitrailleurs et plus d'un millier d'armes de guerre. Au Maroc, les dirigeants du FLN et ceux de la Wilaya V s'installent au Nador, organisent avec plus ou moins de bonheur l'acheminement d'armes achetées et mettent sur pied des hôpitaux et des centres de repos, des écoles de formation et plus tard des ateliers clandestins de fabrication d'armes. Boussouf dont le PC reste à Oujda ravitaille les wilayas IV, V et VI, organise les transmissions et le renseignement.
Les dirigeants de la Révolution, contraints de sortir du territoire national, dès juin 1957, vont s'efforcer d'organiser ces unités extérieures et de les engager dans des combats souvent meurtriers contre les barrages électrifiés Challe et Morice installés par l'armée française. La création, en avril 1958, de deux comités d'organisation militaires (COM), l'un à l'Est confié à Saïd Mohammedi (adjoints : Amouri et Benaouda), l'autre à l'Ouest confié à Houari Boumédiène (adjoint : colonel Saddek). La construction des barrages dont le danger - et la terrible efficacité - ont été sous estimés par le commandement entraîne des batailles frontalières particulièrement meurtrières. Cela entraîne des conflits et des crises internes ainsi que des rapports très tendus avec les gouvernements tunisien et marocain. En janvier 1960, un commandement militaire unifié EMG est confié à Houari Boumédiène qui forge alors une armée régulière, bien entraînée et bien équipée. Les lignes Challe et Morice ne sont plus attaquées frontalement mais harcelées constamment, l'objectif étant de fixer le maximum des forces françaises sur les frontières afin de permettre à la résistance intérieure de mieux s'organiser. Composée de 23 000 hommes dont 8 000 au Maroc et 15 000 en Tunisie, l'ALN de l'extérieur, politisée, va devenir un instrument de conquête de pouvoir.

## Santé
Le service central est installé au DF sous la direction du docteur Mohamed-Séghie Nekache. Le docteur Mentouri se trouve à l'hôpital tunisien de Le Kef. Une section de tri fonctionne à Ghardimaou. La chirurgie est assurée à l'hôpital de Souk el Arba. L'ALN dispose de lits dans les hôpitaux tunisiens de Tunis, Le Kef et Sousse. Quelques spécialistes soviétiques et yougoslaves contribuent au soutien sanitaire.

## Dissolution

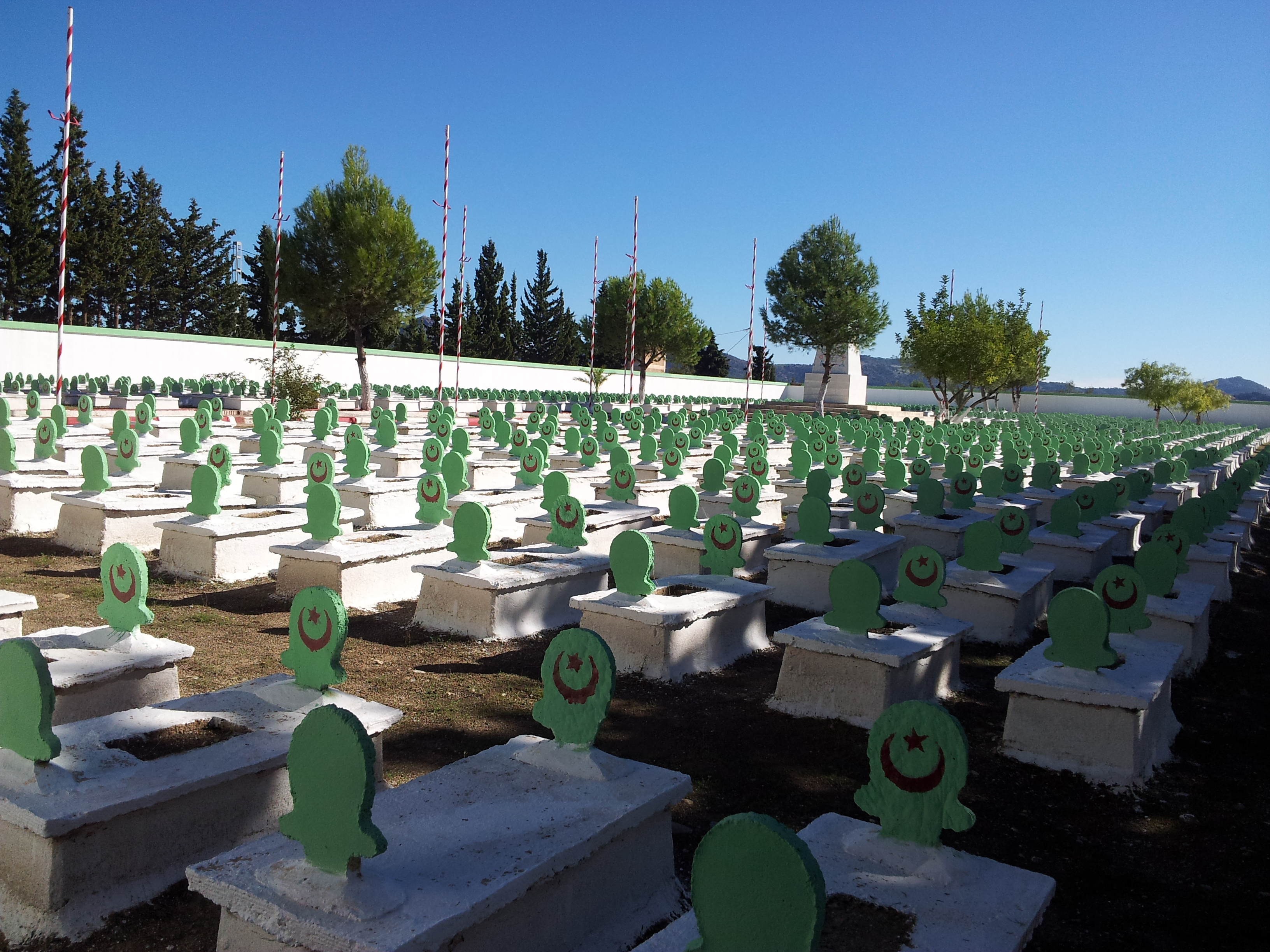
Bourokba (Algérie) : cimetière des combattants de l'ALN morts pour la patrie (1954-1962)

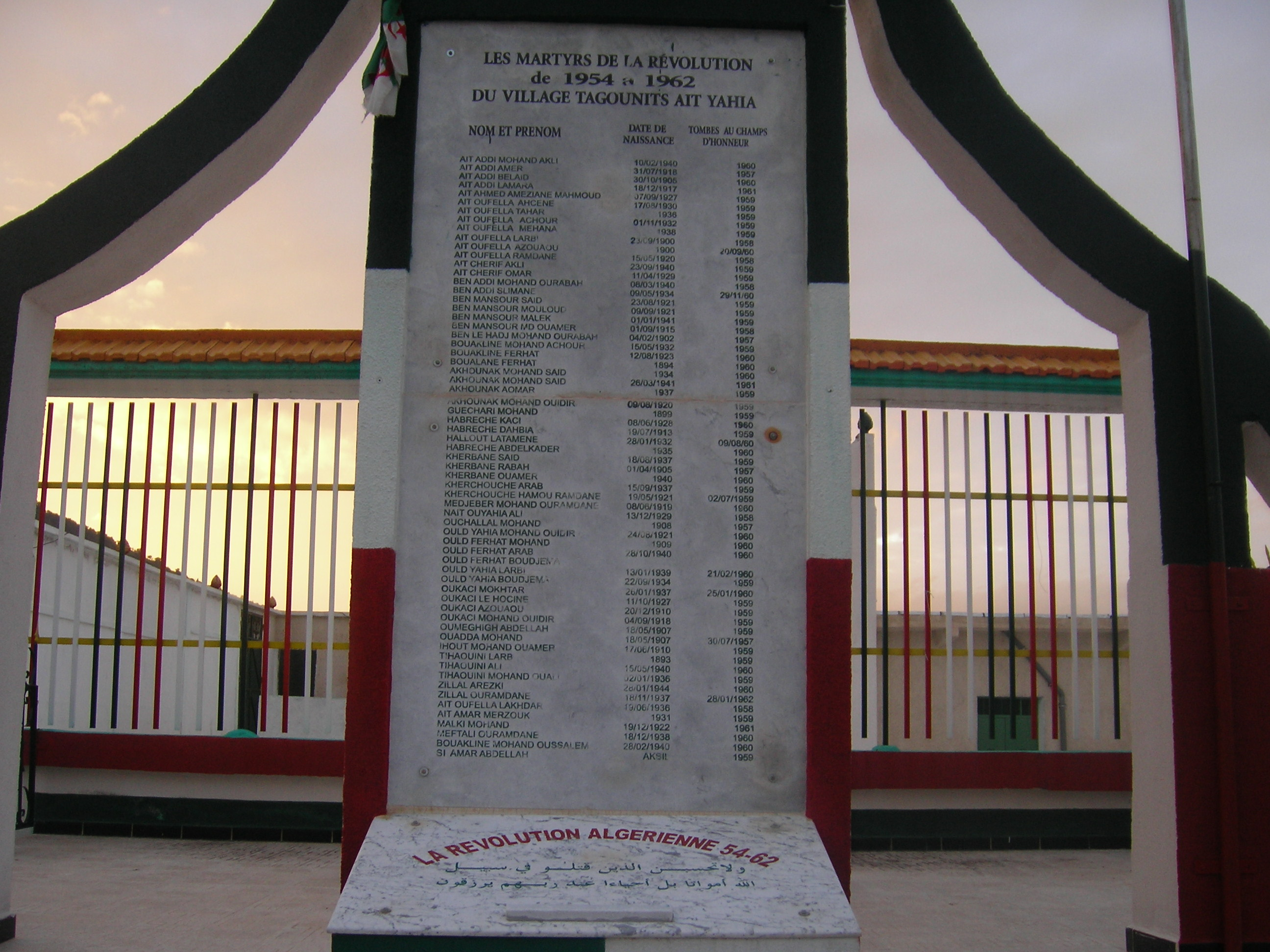
Monument aux morts du village Tagounits en Kabylie

Le 10 novembre 1962, les maquisards de l'ALN des Aurès furent intégrés à l'ANP. Et là, individuellement, ils ont droit à l'option : soit demeurer sous les drapeaux, soit d'être démobilisés. Cette même année, l'armée a été restructurée en régions militaires (RM). Ce qui eut pour conséquence de consacrer définitivement la dissolution de l'ALN ainsi que les wilayas historiques et la naissance de l'Armée nationale populaire.

### Documentaire radiophonique
- « La bleuïte ou l’art de la guerre », de Jean-Louis Rioual, réalisation : Véronik Lamendour. Un documentaire diffusé le 19 février 2008 (rediff. le 14 avril 2008) dans l'émission La Fabrique de l'histoire sur France Culture, (54 minutes)